# Kosi Kalan
Kosi Kalan ist eine Stadt im indischen Bundesstaat Uttar Pradesh.
Die Stadt ist Teil des Distrikts Mathura. Tilhar hat den Status eines Nagar Palika Parishad. Die Stadt ist in 25 Wards gegliedert. Sie hatte am Stichtag der Volkszählung 2011 60.074 Einwohner, von denen 31.926 Männer und 28.148 Frauen waren.